# Cronica Cârcotașilor
Cronica Cârcotașilor este o emisiune de televiziune satirică, difuzată în fiecare miercuri seară, pe postul Prima TV. Prezentatorii acesteia sunt Șerban Huidu, Gabriela Marin și Codruț Kegheș. Emisiunea a mai avut următoarele formule de prezentatori: Șerban Huidu și Mihai Găinușă (2001-2010), Mihai Găinușă și Oana Ioniță (sezon primăvară 2011), Mihai Găinușă și Codruț Kegheș (2011-2014), Alex Bogdan și Ioana Petric (sezon toamnă 2014), Cristian Hrubaru și Ioana Petric sau Șerban Huidu și Codruț Kegheș (2015), Șerban Huidu, Ioana Petric și Codruț Kegheș (2016-2021), Ioana Petric și Codruț Kegheș (2021-2023), Șerban Huidu și Codruț Keghes (sezon primăvară 2023) și Șerban Huidu, Gabriela Marin și Codruț Keghes (2023-prezent).
Cronica Cârcotașilor ridiculizează celebritățile românești, expunându-le stupiditatea, ipocrizia sau greșelile gramaticale difuzate la TV.
Principalele părți ale unui episod sunt:
- ultimele bâlbe (bâlbâieli) ale prezentatorilor de știri, politicienilor sau a altor celebrități;
- mai multe scenete bazate pe întâmplările importante ale săptămânii;
- prezentarea unor momente comice din cadrul diferitelor emisiuni;
- o vizită comică a lui Cătălin Dezbrăcatu' (jucat de Codruț Khegeș) la ultimele evenimente din modă sau show-biz (întreruptă temporar din toamna anului 2014 până în toamna anului 2015);
- prezentarea de videoclipuri amuzante de pe Tik-Tok realizată de Alexandra Elena Gherase (alexa's story);
- "Săptămâna pierdută" cu Bogdan Nicolai.

În trecut, au existat și alte părți în episoade:
- cele mai bune 3 bâlbe ale săptămânii (Top Rușinică);
- dansuri realizate de atractivele bebelușe: Delia Florea, Oana Ioniță, Ioana Petric (ani 2008-2014), Cristina Zegan (Cristina Ștefan) (2008-2021), Roxana Niculae (2014-2015), Alexandra Elena Gherase (din 2015) și Denisa Ispir (din 2021);
- intervenții muzicale ale formației (Trupa Jukebox 2006-2016);
- rubrica BInterviu, o rubrică în care vedetele au de răspuns la diverse întrebări (rubrica a debutat în anul 2005, iar primii luați la întrebări au fost membrii trupei Paraziții);
- rubrica Vocea Poporului, o rubrică in care oamenilor aflați pe stradă, li se adresează diverse întrebări de cultură generală (rubrica a debutat în anul 2006, la început fiind prezentată de Șerban Huidu, pe urmă de Oana Paraschiv, iar ulterior de Alexa Niculae);
- rubrica Zaiafet. Horia Sârghi (alias Zaiafet) produce clipuri ale căror subiecte provin aproape în totalitate din cărți. (rubrica a debutat în toamna anului 2017);

În iulie 2014, Mihai Găinușă și Codruț Kegheș au decis să părăsească emisiunea "Cronica Cârcotașilor" de la Prima TV, pe care o prezentau în această formulă din noiembrie 2011.
În Septembrie 2015, Dezbrăcatu (Codruț Khegeș), revine în echipa cârcotașilor, după o pauză de un an.

## Bebelușele
Bebelușa Delia (numele ei adevărat Delia Florea, n. 04.07.1987) mai este numită și bebelușa brunetă. Cariera ei a început în noiembrie 2003. A învățat la liceul Dante Alighieri, iar acum urmează Facultatea de jurnalism. Practicase dansul sportiv înainte de a ajunge la Cronica Cârcotașilor, acesta fiind unul din hobby-urile și talentele ei.
Bebelușa Oana (Oana Ioniță, n.18.12.1981) este din Ploiești și despre ea se știe că dansează la Operă, fiind de profesie balerină. Asta nu înseamnă că și-a convins colegii să meargă s-o urmărească pe scenă. Nu! Ei preferă s-o vadă dansând în studioul Cronicii. Unde arată cu mult mai mult. E vorba de știința dansului. Acum a început să prindă curaj și să împărtășescă cu voi, frumusețea dansului, a vieții agitate de persoană publică, dăruirea de artist, munca de impresar și bucuria de a fi om.
Bebelușa Cristina (Cristina Ștefan, n. 09.07.1991), spune despre ea că este “înțelegătoare, veselă și descurcăreață”. Admiră la cei din jur naturalețea și sinceritatea și detestă minciuna și oamenii falși. Este pasionată de dans încă din copilărie și a început să ia lecții de dans sportiv la vârsta de 11 ani.
Bebelușa Alexandra (Alexandra Elena Gherase, n.04.09.1986) este din Constanța. La malul mării, Alexandra a locuit până la absolvirea LICEULUI DE COREGRAFIE, secția dans clasic. Alexandra a dovedit că are stofă de artist. Cine a fost fan al emisiunii MEGASTAR de la PRIMA TV și a admirat balerinele din trupa sa, știe că Alexandra era prezentă acolo.

## Echipa
- Șerban Huidu - a fost înlocuit în octombrie 2011 de Codruț Kegheș[2][3] dar a rămas producător al emisiunii.[4] Din 2000 la Cronica Cârcotașilor.
- Mihai Găinușă - a plecat din emisiune în august 2014.[4] Din 2001 până în 2014 la Cronica Cârcotașilor.
- Codruț Kegheș - a plecat din emisiune în august 2014[4] dar a revenit în anul 2015. Din 2003 la Cronica Cârcotașilor.
- Alex Bogdan (care a făcut parte din echipa "Mondenii") - l-a înlocuit pe Codruț Khegeș în anul 2014 dar a plecat din emisiune în 2015 odată cu revenirea lui Codruț Khegeș, a stat doar în 2014 la Cronica Cârcotașilor.
- Ioana Petric (una dintre bebelușe) l-a înlocuit pe Mihai Găinușă în august 2014, din 2008 până în 2023 la Cronica Cârcotașilor.
- Gabriela Marin - prezintă emisiunea alături de Șerban Huidu și Dezbrăcatu din anul 2023, aceasta mai apare pe scenă și interpretează diverse personaje, din 2011 la Cronica Cârcotașilor.
- Cristina Zegan - bebelușă la Cronica Cârcotașilor începând din 2008 și până în 2021.
- Alexandra Gherase - bebelușă la Cronica Cârcotașilor din 2015. De asemenea, ea prezintă și rubrica "TikTok Trends".
- Alexa Niculae - din 2012 face parte din celebra emisiune de satiră din România "Cronica Cârcotașilor" unde prezintă rubrica "Vocea poporului".
- Horia Sârghi - din 2017 este prezent în echipa Cronicii Cârcotașilor unde prezintă rubrica "Zaiafet".
- Denisa Ispir - bebelușă la Cronica Cârcotașilor din 2021.

#### Alți colaboratori
- Octavian Păscuț - Mistrețu' - fost regizor la Cronica Cârcotașilor, acesta mai apărea și pe scenă să interpreteze personaje, din 2000 și până în 2014 la Cronica Cârcotașilor.
- Cătălin Marian - Puștiu' - fost cameraman la Cronica Cârcotașilor, acesta mai apărea și pe scenă să interpreteze personaje, din 2000 și până în 2014 la Cronica Cârcotașilor.
- Toni Tecuceanu - a murit pe 5 ianuarie 2010 de gripă porcină a fost la Spitalul Balș unde a fost tratat și unde a fost constatat decesul, dar peste ani s-a constatat că de la altceva a murit el și nu de la gripa porcină ci de la o bacterie pe care o avea el în organism care exista riscul de a îi fi afectați rinichii. A fost din 2006 și până în 2010 la Cronica Cârcotașilor.
- Marius Popa - a făcut parte din trupa jukebox care a susținut mulți ani emisiunea.
- Cristian Hrubaru - cunoscut sub numele de Rockerul Hrubaru acesta a avut și propria lui emisiune cu numele lui Cristian Hrubaru Show.
- Anca Elena Petcu - aceasta mai apărea și pe scenă să interpreteze personaje, însă s-a gândit să se lanseze în muzică cu numele de Yanka și astfel nu putea să le facă pe amândouă. Era din 2011 la Cronica Cârcotașilor și până în 2014.
- Catrinel Sandu - fostă bebelușă la Cronica Cârcotașilor începând din 2000 și până în 2001.
- Sorina Bîrlădeanu - fostă bebelușă la Cronica Cârcotașilor începând din 2000.
- Raluca Rășcanu - fostă bebelușă la Cronica Cârcotașilor începând din 2001.
- Miruna Ruxandra Moisii - fostă bebelușă la Cronica Cârcotașilor începând din 2001.
- Catalina si Roxana foste Bebelușele la Cronica Cârcotașilor începând din 2002 și până în 2003.
- Delia Florea - fostă bebelușă la Cronica Cârcotașilor începând din 2003 și până în 2010.
- Oana Ioniță - fostă bebelușă la Cronica Cârcotașilor începând din 2003 și până în 2010.
- Roxana Niculae - fostă bebelușă la Cronica Cârcotașilor începând din 2014 și până în 2015.
- Orlando Ivan - actor și voice-over la Cronica Cârcotașilor din 2014 până în August 2019.